# Eddie Fisher
Edwin Jack Fisher, conhecido como Eddie Fisher (Filadélfia, 10 de agosto de 1928 – Berkeley, 22 de setembro de 2010), foi um cantor estadunidense.
Cantor de sucessos como: "Thinking of you" e "Oh my pa-pa", na década de 1950, Eddie protagonizou um escândalo quando trocou a sua ex-esposa Debbie Reynolds por Elizabeth Taylor. O cantor é pai da falecida atriz Carrie Fisher e da também atriz Joely Fisher, entre outros.
Fisher morreu em Berkeley, na Califórnia, na quarta-feira dia 22 de setembro de 2010, de complicações surgidas após uma cirurgia da anca, aos 82 anos.

## Discografia
- 1952: Fisher Sings
- 1952–55: I’m In The Mood For Love
- 1952: Christmas With Fisher
- 1954: The Best of Eddie Fisher
- 1954: Irving Berlin Favorites
- 1954–55: May I Sing To You?
- 1955: I Love You
- 1955: Academy Award Winners
- 1956: Bundle Of Joy
- 1957: Thinking Of You
- 1958: As Long As There’s Music
- 1960: Scent Of Mystery
- 1962: Eddie Fisher’s Greatest Hits
- 1963: Eddie Fisher At The Winter Garden
- 1965: Eddie Fisher Today!
- 1965: When I Was Young
- 1965: His Greatest Hits
- 1966: Games That Lovers Play
- 1967: People Like You
- 1968:You Ain’t Heard Nothing Yet
- 1988: The Very Best Of Eddie Fisher